# اندی لیف
اندی لیف (انگلیسی: Andy Leaf؛ زادهٔ ۱۸ ژانویهٔ ۱۹۶۲) بازیکن فوتبال اهل بریتانیا است.
از باشگاه‌هایی که در آن بازی کرده‌است می‌توان به باشگاه فوتبال یورک سیتی اشاره کرد.